# Velika loža Indije
Velika loža Indije je prostozidarska velika loža v Indiji, ki je bila ustanovljena 24. novembra 1971.
Združuje 306 lož, ki imajo skupaj 14.755 članov.